# Françoise Lavocat
Pour les articles homonymes, voir Lavocat.
Françoise Lavocat, née le 14 octobre 1961 à Lille, est une chercheuse universitaire française, spécialisée en littérature comparée et théorie littéraire. 
Elle s'intéresse au traitement littéraire des catastrophes, à la question de l'interprétation, aux théories de la fiction. Plus récemment, elle a engagé un travail autour de la démographie des personnages de fiction. 
Elle est professeure à Université Sorbonne-Nouvelle depuis 2011, membre de l'Institut universitaire de France et de l'Academia Europaea, docteur honoris causa de l'Université de Chicago.

## Biographie
Née à Lille le 14 octobre 1961, elle a fait ses études secondaires à l'île de La Réunion. Elle a intégré l'École normale supérieure de jeunes filles de Sèvres en 1980 et obtenu l'agrégation de Lettres modernes en 1985. 
Elle a enseigné dans le secondaire et dans le supérieur à la faculté des Langues et littératures étrangères de l'Université de Pise entre 1988 et 1998. En 1993, elle a soutenu une thèse de doctorat en Littérature comparée, sur le roman pastoral en Europe, sous la direction de Georges Benrékassa. L'année suivante, elle a obtenu un poste de maître de conférences en Littérature comparée à l'Université Lumière-Lyon-II, puis à l'Université Paris-Diderot en 1999. Après une habilitation à diriger des recherches soutenue en 2000, elle est devenue professeure à l'Université Paris-Diderot en 2001, puis à l'Université Sorbonne-Nouvelle à partir de 2011. Elle a enseigné à l'Université de Chicago en 2013 et 2017 en tant que professeure invitée. 
Elle a dirigé le centre de recherche CLAM (Centre de recherches comparatistes sur les littératures anciennes et modernes) entre 2000 et 2010 et codirigé le CERC (Centre d'études et de recherches comparatistes) entre 2011 et 2019. Elle a codirigé, avec Michel Jeanneret, une structure de recherches interdisciplinaire : "Styles et découpage du savoir, 1500-1700" (2002-2005) et dirigé un projet ANR : "Hermès. Histoire et théories des interprétations" (2009-2012). 
Elle a été nommée membre junior de l'Institut universitaire de France de 2001 à 2005. 
Elle a été membre du Wissenschaftskolleg à Berlin (2014-2015). 
Elle a présidé la Société française de Littérature comparée (2013-2015). 
Elle a fondé, en 2018, avec Alison James et Akihiro Kubo, la Société internationale des recherches sur la Fiction et la Fictionnalité / International Society for Fiction and Fictionality Studies (SIRFF / ISFFS) dont elle a été élue présidente en 2019. 
Elle a été nommée membre senior de l'Institut universitaire de France (2015-2020) et réélue en 2020 pour une période de cinq ans.     

## Recherches

### Fait et Fiction
Dans le sillage, notamment, de Thomas Pavel, de Jean-Marie Schaeffer, de Lubomir Doležel et de Marie-Laure Ryan, Françoise Lavocat a consacré plusieurs travaux personnels et ouvrages collectifs aux théories de la fiction et à la théorie des mondes possibles appliquée à la littérature,,. 
Dans Fait et Fiction, pour une frontière (2016), elle conteste les théories qui favorisent l'effacement des frontières entre la réalité et la fiction. Les fictions n'en sont pas moins des artefacts culturels essentiellement hybrides, contenant des éléments référentiels et pseudo-référentiels. Ainsi, l'exposition à des fictions engage l'individu dans un processus susceptible de modifier ses croyances, ce qui explique l'hostilité qu'elles provoquent à des degrés divers dans toutes les cultures. 
Françoise Lavocat adopte une perspective ontologique : les fictions possèdent leur ontologie propre, notamment en ce qu'elles admettent des entités au statut logique hétérogène. Du point de vue cognitif, l'exposition à la fiction inhibe l'impulsion d'agir. Le propre de la fiction, en particulier à travers les métalepses, est de permettre de réaliser imaginairement ce désir. L'affirmation très répandue selon laquelle la frontière entre le fait et la fiction n'existe pas constitue souvent l'expression d'un désir, peut-être inscrit dans la nature de nos émotions. Celles-ci nous engagent en effet à rendre l'impossible possible : interagir avec les personnages, être un personnage, évoluer dans un monde fictif. 
Dans Les personnages rêvent aussi (2020), Françoise Lavocat traite de ce désir d'interaction avec les personnages sur le mode de la fiction.    

### Récits et mémoires des catastrophes naturelles
Françoise Lavocat analyse plusieurs modalités d'artification des catastrophes naturelles, qui depuis le Moyen Âge jusqu'à l'époque contemporaine, sont aussi des façons différentes d'en garder la mémoire. À partir de plusieurs études du traitement discursif, esthétique, sociétal des catastrophes naturelles (commémorations, grands programmes iconographiques et architecturaux des XVIIe et XVIIIe siècles, allégorisation, fictionnalisation, etc.), elle fait l'hypothèse selon laquelle la construction de leur mémoire est éminemment politique.   

### Démographie des personnages
Françoise Lavocat aborde les personnages non pas en tant qu'individu, ni dans leur relation d'empathie ou d'identification avec le lecteur ou le spectateur, mais en tant que masse. Elle a défini la notion de "style démographique" et propose d'intégrer cette perspective (c'est-à-dire la façon dont, dans une œuvre littéraire, un genre, une période, la population fictive est composée et structurée, en termes de sexe, de répartition sociale, de proportion entre les personnages nommés et non nommés), dans la théorie et l'histoire littéraires. En collaboration avec Meredith Reiches, elle compare en outre la population réelle (de la première moitié du XIXe siècle, en Grande-Bretagne et en France) avec la population fictionnelle, en se fondant sur les relevés démographiques de cette époque et une base de données qui comprend des dizaines de milliers de personnages fictionnels.   

## Ouvrages

### Livres
- Les personnages rêvent aussi, Paris, Hermann, coll. "Fictions pensantes", 2020.

- Fait et Fiction. Pour une frontière, Paris, Le Seuil, coll. "Poétique", 2016 ; trad. italienne par Chetro de Carolis : Fatto e Fizione. Per una frontiera, Edizione Del Vecchio, 2020.

- La Syrinx au bûcher. Pan et les satyres à la Renaissance et à l'âge baroque, Genève, Droz, 2005.

- Arcadies malheureuses, aux origines du roman moderne, Paris, Champion, 1998.

### Éditions critiques
- L'Astrée d'Honoré d'Urfé, deuxième partie, sous la direction de D. Denis, Paris, Honoré Champion, 2016.
- L'Astrée d'Honoré d'Urfé, première partie, sous la direction de D. Denis, Paris, Honoré Champion, 2011.
- Arcadia Felice de Lucrezia Marinella, Florence Olschki, 1998.
- La Sylvie de Jean Mairet

### Éditions et coéditions d'ouvrages collectifs
- Interprétation et sciences cognitives, Paris, Hermann, 2016.
- "Pourquoi l'interprétation ? Engagements pratiques, idéologies", LHT-Acta Fabula, 2014.
- (avec Guiomar Hautcœur), Le Mariage dans la littérature narrative avant 1800, Louvain, Peeters, 2013.
- (avec Kai Mikkonen), "From one World to Another; Topics of Transworld Travel", Neohelicon, vol. 40, issue 2, 2013.
- Pestes, incendies, naufrages. Écritures du désastre au XVIIe siècle, Turnhout, Brepols, 2011.
- (avec Anne Duprat), Fiction et cultures, Nîmes, Lucie éditions, coll. "Poétiques comparatistes", 2010.
- La Théorie littéraire des mondes possibles, Paris, Éditions du CNRS, 2010.
- (avec Pierre Kapitaniak et Marianne Closson), Fictions du diable. Les traités de démonologie de saint Augustin à Sar Péladan, Genève, Droz, 2007.
- (avec Claude Murcia et Régis Salado), La Fabrique du personnage, Paris, Honoré Champion, 2007.
- (avec François Lecercle), Dramaturgies de l'ombre, Rennes, Presses universitaires de Rennes, 2005.
- Usages et théories de la fiction. Les théories contemporaines à l'épreuve des textes anciens, Rennes, Presses universitaires de Rennes, 2004.
- La France et la Pologne. Histoire, mythes, représentations, Lyon, Presses universitaires de Lyon, 2000.

#### Coéditions dans le cadre des "Rencontres Recherche et Création" duFestival d'Avignon
(avec Catherine Courtet, Mireille Besson, Alain Viala)
- Le Jeu et la Règle, Paris, CNRS éditions, 2018.
- Le Désordre du monde, Paris, CNRS éditions, 2017.
- Mises en intrigues, Paris, CNRS éditions, 2016.
- Corps en scène, Paris, CNRS éditions, 2015.